# Casselberry
La ville américaine de Casselberry est située dans le comté de Seminole, dans l’État de Floride.

## Démographie
| 1950 | 1960  | 1970  | 1980   | 1990   | 2000   |
| ---- | ----- | ----- | ------ | ------ | ------ |
| 407  | 2 463 | 9 438 | 15 037 | 18 911 | 22 629 |

| 2010   | - | - | - | - | - |
| ------ | - | - | - | - | - |
| 26 241 | - | - | - | - | - |

Lors du recensement de 2010, sa population s’élevait à 26 241 habitants.

## Source
- (en) Cet article est partiellement ou en totalité issu de l’article de Wikipédia en anglais intitulé « Casselberry, Florida » (voir la liste des auteurs).